# Esploratore (avviso)
L'Esploratore (già Venezia) è stato un avviso a ruote della Regia Marina.

## Caratteristiche
Costruito nei cantieri londinesi Money, Wigram & Sons, che ne avevano curato anche la progettazione, l'avviso era capoclasse di una classe di due unità (l'altra era il Messaggiere) e, all'epoca dell'entrata in servizio, risultò tra le migliori unità del tipo, nonché, per alcuni anni, la più veloce nave del periodo. Ultimi avvisi con scafo in legno (e carena rivestita di rame), l'Esploratore ed il Messaggiere subirono un prematuro deterioramento dello scafo, probabilmente a causa di una stagionatura non sufficientemente lunga del legno. Il costo totale delle due navi, senza macchine, ammontò a 1.386.962 lire, mentre per le sole macchine il prezzo fu di 1.092.586 lire.
Di forme stellate, eleganti e marine, i due avvisi avevano scafo basso e molto allungato, con una prua slanciata a clipper e ponte di coperta sgombro da sovrastrutture, ad eccezione di una passerella di comando collocata a cavallo dei due tamburi delle ruote. All'estrema prua vi era un carabottino di ridotte dimensioni, adibito alla manovra dei fiocchi ed alla direzione delle operazioni d'ormeggio; un secondo carabottino, per la barra del timone ed i frenelli, era invece situato a poppa. 
All'estrema poppa, sottocoperta, era situata la sala del consiglio, quindi, andando verso prua, si trovavano gli alloggi del Comandante e poi quelli degli ufficiali, mentre altri camerini per ufficiali erano situati a proravia dell'apparato propulsivo. La zona prodiera del corridoio era invece riservata ai marinai, ma era di dimensioni piuttosto ridotte: mentre in navigazione tali locali risultavano sufficienti, grazie all'alternarsi dei turni di guardia, che faceva sì che parte dell'equipaggio non si trovasse negli alloggi, in porto essi erano largamente inadeguati, obbligando metà del personale a dormire a terra. Nel 1866, eliminata la carboniera di prua, fu possibile ampliare i locali destinati all'equipaggio. Dato che l'Esploratore operò per vario tempo direttamente a disposizione dei vertici della Regia Marina, i locali riservati agli ufficiali vennero modificati e convertiti in cabine per l'alloggio di personaggi di alto rango. La sala consiglio fu a sua volta modificata per l'uso come quadrato ufficiali, venendo al contempo ridotta per poterne ricavare anche un camerino per ufficiali.
Per poter migliorare la velocità massima, i due avvisi vennero costruiti attenendosi ad una necessità di leggerezza, che si tradusse però anche in una certa debolezza strutturale: sin dalle prime uscite in mare, infatti, e più ancora dopo i primi viaggi verso la Spagna, si mise in evidenza sull'Esploratore il fatto che le vibrazioni prodotte dalla macchina in funzione e dalle ruote in movimento provocarono un tremito generale dello scafo, causando preoccupazioni circa la sua resistenza. Non si verificarono mai rilevanti cedimenti strutturali, ma le palette delle ruote rimasero danneggiate più volte, e numerose parti dello scafo, in occasione di raddobbi, vennero trovate rotte od in cattive condizioni. Si giunse anche a progettare il rinforzo dello scafo mediante una cintura di lamiere di ferro, ma i tecnici del Ministero della Marina ritennero un simile intervento, ed il conseguente irrigidimento della struttura, inutile od anche dannoso, rifiutando così il progetto.
Lo scafo era formato da 96 ossature sulle quali erano poggiati tre strati di fasciame, due dei quali diagonali incrociati ed uno, quello più esterno, orizzontale. La carena era inoltre ricoperta di rame. Il legname utilizzato nella costruzione era di vario tipo: teak per ossatura, fasciame, suola, opera morta, scalmotti, paramezzale (sito all'altezza della sala macchine) e maestre e barrotti dei boccaporti dei locali dell'apparato motore; quercia per madieri, ossature e massiccio di prua e di poppa; larice per bagli, barrotti, riempimenti, dormienti in coperta, sottodormienti della sala macchine e dei carbonili, tavolame della coperta e del corridoio; abete per le paratie interne.
L'apparato motore, costituito da una macchina alternativa diretta verticale a due cilindri oscillanti con condensatore a miscuglio (ad iniezione ordinaria) prodotta dalla ditta britannica Penn & Sons, alimentata da quattro caldaie parallelepipede in ferro a tubi di fiamma (questi ultimi realizzati in ottone), imprimeva la potenza di 350 hp (247-258 kW) nominali (con 20,5 giri al minuto), o 1070 hp (788 kW) effettivi, a due ruote a pale articolate, consentendo l'ottima velocità di 17 nodi, velocità alla quale la nave poteva procedere per 120 ore. La macchina era semplice ed affidabile, provvista di due cilindri di 1,82 metri di diametro e con 1,52 metri di corsa degli stantuffi, mentre le ruote, con diametro di 5,7 metri (con immersione di 1,28 metri in dislocamento normale) avevano ognuna dieci pale articolate larghe 1,31 metri. La nave aveva inoltre tre alberi armati a goletta a palo (trinchetto, maestra e mezzana a vele auriche).
Nel 1875, essendo le macchine in eccellenti condizioni ma ormai superate, si richiese alla ditta produttrice un parere circa la possibilità di modernizzarle convertendole in macchine composte: il 13 luglio 1875 tale azienda rispose che sarebbe stato possibile rifoderare uno dei due cilindri, trasformandolo in cilindro ad alta pressione, mentre l'altro, dopo rifoderatura di ricostruzione, sarebbe divenuto un cilindro a bassa pressione; in alternativa si sarebbero potuti aggiungere due cilindri di alta pressione diagonali, mantenendo come cilindri di bassa pressione i due preesistenti. In entrambi i casi sarebbe stato necessario munire la macchina di condensatore a superficie. Non essendo però possibile ottenere i pieni vantaggi dell'espansione composta, la ditta propose di costruire un nuovo apparato motore di tipo moderno, che avrebbe occupato più spazio ma, richiedendo minori consumi, avrebbe potuto essere sistemato a bordo con la riduzione dei carbonili. Valutando però anche le eccellenti condizioni delle macchine, il Ministero della Marina optò per la rinuncia alle modifiche, preferendo sottoporre le macchine originali a lavori di grande riparazione, effettuati sull'Esploratore tra il 1878 ed il 1879.
Le caldaie, alimentate con una scorta di carbone di 310-320 tonnellate, avevano una superficie di riscaldamento complessiva di 521 m² (la superficie totale delle 16 graticole, quattro per ogni caldaia, era di 29,66 m² e scaricavano i loro fumi in due fumaioli, uno a prua ed uno a poppa delle ruote. La pressione del vapore era in origine di 1,76 kg/cm², ma con il passare del tempo ed il logorio delle caldaie dovette essere ridotta ad 1,34 kg/cm², riducendo così la velocità a 12-13 nodi. Nel 1874 la nave raggiungeva gli otto nodi con due caldaie in funzione, i 10/10,5 con tre e gli 11,5/12 con quattro. A causa del logorio delle caldaie, provocato dall'introduzione del salino insieme al condensato proveniente dal condensatore, si resero necessarie non meno di due sostituzioni della muta di caldaie. La prima sostituzione venne affidata con contratto del 12 maggio 1869 alla ditta Fratelli Orlando di Livorno: le nuove caldaie, costruite in base ai disegni originali, vennero consegnate con un ritardo di qualche settimana. Il peso previsto inizialmente per caldaie ed accessori, 84 tonnellate in tutto, salì poi a più di 120,895 tonnellate complessive (90,487 tonnellate per le sole caldaie): del resto rientrava negli interessi dei costruttori, dato che il contratto prevedeva il pagamento a peso, incrementare il peso delle caldaie per poi poter chiedere, adducendo modifiche richieste dal committente durante i lavori, un maggior prezzo. Consegnate nel 1869, le caldaie vennero imbarcate verosimilmente tra il 1872 ed il 1873. Nel 1879 tale muta venne sostituita con un'altra prodotta dalla ditta Fardy Sue Galopin di Savona.
Nel 1878 le imbarcazioni dell'Esploratore, ormai logorate, vennero rimpiazzate con altre prelevate da altre navi radiate in tempi recenti: tre lance rispettivamente da 8,10, 7,60 e 7,30 metri (la prima e l'ultima della pirocorvetta Etna e la seconda della pirocorvetta Magenta) ed un battello di 5,50 m (anch'esso in precedenza dell'Etna). L'avviso aveva inoltre una dotazione d'acqua di quattordici tonnellate, bastante per quaranta giorni.
L'armamento dei due avvisi, anche per via del loro impiego bellico abbastanza contenuto, era piuttosto ridotto, ammontando in origine a due soli cannoni ad avancarica, in ferro rigato cerchiato, da 120 mm. In seguito a nuovi lavori, nel 1873, tali pezzi vennero sostituiti da due cannoni in bronzo a canna rigata da 75 mm N. 1, a retrocarica, e da due mitragliere.

## Storia

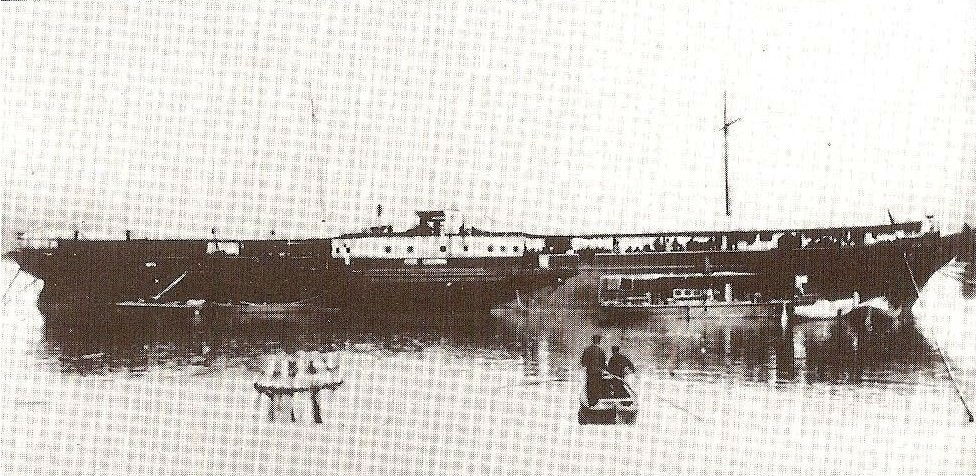
La nave caserma G. M. 10, già avviso Esploratore, fotografata nell’Arsenale di Venezia il 29 aprile 1897, in occasione del varo della corazzata Ammiraglio di Saint Bon.

Impostato nel luglio 1862 con il nome di Venezia, l'avviso venne varato nel febbraio 1863 e completato nel maggio dello stesso anno, cambiando nome in Esploratore solo al momento della consegna alla Regia Marina. Per diversi anni l'Esploratore rappresentò la più veloce nave dell'epoca.
Nei primi tempi dopo l'entrata in servizio l'avviso compì un viaggio durante il quale toccò vari sorgitori della penisola iberica.
Nel 1866, con lo scoppio della terza guerra d'indipendenza, l’Esploratore, proprio in virtù delle sue caratteristiche di velocità, venne aggregato all'armata d'operazioni destinata ad operare in Adriatico, con funzioni di vedetta avanzata e scoperta di squadra. Tale armata partì da Taranto nella mattina del 21 giugno, giungendo ad Ancona nel pomeriggio del 25. Nella serata del 26 giugno 1866 l’Esploratore, al comando del capitano di fregata Paolo Orengo, venne inviato dall'ammiraglio Carlo Pellion di Persano, comandante dell'armata, ad incrociare nelle acque antistanti Ancona, per avvertire dell'eventuale arrivo di unità austroungariche. Questa eventualità si concretizzò all'alba del 27 giugno: tra le quattro e le cinque del mattino l'avviso individuò una colonna di fumo al traverso verso nord/nordovest e poco più tardi avvistò all'orizzonte una formazione navale divisa in due colonne, precedute da una nave sola. Dato che correva voce che vi fossero in Mediterraneo anche una squadra inglese ed una francese, il comandante Orengo, issata la bandiera italiana ed aumentata la velocità, serrò le distanze per accertare la nazionalità della formazione avvistata: si trattava proprio di quella austroungarica, tredici navi (sei corazzate, una fregata in legno, quattro cannoniere e due avvisi) al comando del viceammiraglio Wilhelm von Tegetthoff. Dopo una breve scaramuccia con l'unità di testa, che era l'avviso a ruote Kaiserin Elizabeth il quale, alzata la propria bandiera, tirò una bordata (ritenendo di aver messo a segno un colpo, centrando una ruota a pale dell’Esploratore, mentre per fonti italiane la nave non riportò alcun danno) cui l’Esploratore reagì aprendo a sua volta il fuoco, la nave italiana diresse a tutta forza verso Ancona, per informare l'ammiraglio Persano. Giunto in vista della città marchigiana l’Esploratore segnalò «il nemico dirige su Ancona», poi affiancò la pirofregata corazzata Re d'Italia, ammiraglia di Persano, sulla quale salì il comandante Orengo per fare rapporto al comandante in capo. Questi ordinò l'uscita in mare di tutte le unità corazzate disponibili, ma causa problemi di macchina e scambi di cannoni in corso fu possibile far partire alla spicciolata solo nove unità, molte delle quali, per di più, ben lungi dall'essere in condizioni d'efficienza. La stessa nave ammiraglia di Persano, la Re d'Italia, rimase bloccata a causa di incendi in corso nelle stive carbonaie, cosa che costrinse l'ammiraglio a trasbordare insieme allo stato maggiore sull’Esploratore. L'avviso defilò quindi lungo la fila delle corazzate, con il capitano di vascello Edoardo D'Amico, capo di stato maggiore di Persano, che indicava ad ogni unità, mediante il megafono, la posizione che avrebbe dovuto assumere nella formazione. Verso le 6.30 le due flotte s'incontrarono ma Tegetthoff decise di non dare battaglia, e si allontanò: Persano, trasferitosi sulla pirofregata corazzata Principe di Carignano dove tenne consiglio insieme al contrammiraglio Giovanni Vacca ed ai rispettivi capi di stato maggiore, decise di non inseguire le navi nemiche, viste le precarie condizioni delle proprie.
Il 16 luglio 1866 la squadra italiana lasciò Ancona per attaccare l'isola di Lissa, dove si pensava di sbarcare. Il 17 luglio, in previsione della prima ed intensa azione di bombardamento contro le fortificazioni di Lissa, l’Esploratore ebbe il compito di incrociare, così come il gemello Messaggiere e due altri avvisi, Sirena e Stella d’Italia (quest'ultimo ausiliario), al largo, ai quattro punti cardinali rispetto alla flotta italiana, per avvertire dell'eventuale arrivo di navi nemiche. In particolare l’Esploratore pattugliò le acque a nord di Lissa (e più precisamente le 32 miglia di mare che separavano Punta Planca dal Pomo di Sant’Andrea, ad una ventina di miglia dalla flotta italiana), dove rimase anche il giorno seguente, durante le azioni di bombardamento.
All'alba del 20 luglio l’Esploratore, ancora in servizio di vigilanza, avvistò la squadra del viceammiraglio Tegetthoff (ventisei unità, tra cui sette corazzate) che dirigeva per attaccare la flotta italiana. Senza perdere tempo in un tentativo di identificazione, la nave diresse a tutta forza per raggiungere il resto della flotta al largo di Porto San Giorgio, ed alle 7.50 l'avviso, procedendo a tutta velocità, raggiunse il gruppo delle corazzate italiane, segnalando «Bastimenti sospetti in direzione ponente-maestro»: questa segnalazione fu il primo atto di quella che sarebbe divenuta la battaglia di Lissa, che si concluse per la flotta italiana con una drammatica sconfitta, che vide la perdita delle unità corazzate Re d'Italia e Palestro. Non essendo un'unità progettata per il combattimento, e non facendo parte di nessuna delle tre squadre (in realtà solo due, in quanto la II Squadra – navi in legno – rimase mera spettatrice) impegnate nella battaglia, l’Esploratore, impiegato come nave ripetitrice di segnali, non fu coinvolto direttamente nello scontro, che si concluse in serata, quando la flotta italiana rientrò ad Ancona.
Nel periodo successivo alla fine del conflitto l'Esploratore fu impiegato in compiti di vigilanza, pattugliando le coste dello Stato Pontificio e della Sicilia, per poi essere disarmato a Venezia per lungo tempo.
Alato il 13 settembre 1872 nell'Arsenale di Venezia, l'avviso venne sottoposto a lavori di manutenzione dello scafo e sostituzione dell'armamento. Le caldaie vennero rimosse per riparazioni e poi nuovamente installate a bordo. Rivarata il 4 marzo 1873, l'unità tornò presto in servizio e disimpegnò per qualche anno attività ordinaria lungo le coste italiane, ma il 3 marzo 1877 dovette essere nuovamente alata e subire altri lavori di riparazione dello scafo, conclusisi con il nuovo varo del 4 luglio 1878. Il 1º luglio 1877 l'Esploratore venne riclassificato nave da guerra di III classe.

Ad inizio dicembre 1879 la nave venne inviata a Zante, dove prese il posto della cannoniera corazzata Varese, incaricata di raggiungere, insieme alla goletta Ischia, il porto di Assab, e di svolgere in Mar Rosso rilevazioni a scopo scientifico ed idrografico nonché di «mostrare la bandiera» nelle zone dove l'Italia pensava di fondare sue colonie. Imbarcati a Zante i naturalisti Giacomo Doria ed Odoardo Beccari, l’Esploratore, al comando del capitano di fregata Carlo De Amezaga (precedente comandante della Varese, anch'esso passato sull’Esploratore a Zante), raggiunse Porto Said l'11 dicembre. Lasciato Suez cinque giorni più tardi, l'avviso fece rotta per Assab, dove già era stato inviato il piroscafo Messina della società Rubattino, ma i violenti monsoni lo costrinsero a ripiegare su Massaua, ove arrivò il 22 dicembre. Ripartita l'indomani, la nave giunse ad Assab il 25 dicembre 1879, issando la bandiera italiana su Capo Lumah. Ad Assab, dove, oltre all’Esploratore, era già giunto il Messina, vennero avviate le operazioni per la fondazione di una colonia: vennero reclutati gli operai necessari alla costruzione di uno scalo navale e furono inoltre allacciati buoni rapporti con i capi dancali della zona. L'avviso, presente all'atto della presa di possesso di Assab da parte della società Rubattino, già il 30 dicembre si spostò a Ras Dumeirah, e l'indomani giunse ad Aden, permanendovi sino al 10 gennaio 1880. Tornato ad Assab l'11 gennaio, trovandovi l’Ischia arrivata il giorno precedente, l’Esploratore ne ripartì quasi subito ed il 21 fu a Moka, mentre quattro giorni più tardi tornò ad Aden. Doria e Beccari ebbero occasione nel corso del viaggio di raccogliere vari esemplari naturalistici, perlopiù formiche. 

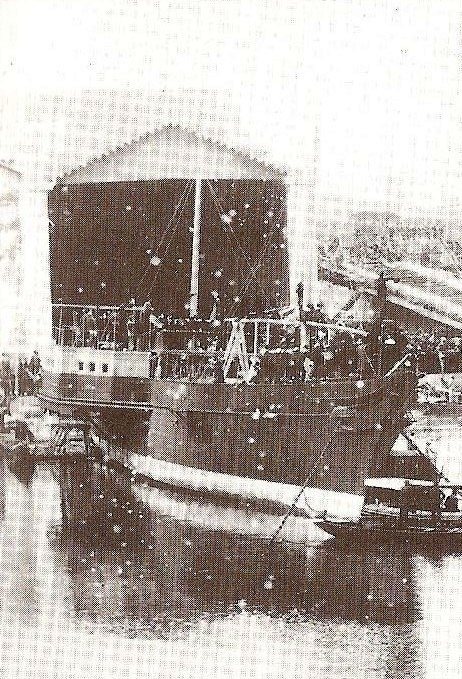
Un’altra fotografia del G. M. 10 scattata il 29 aprile 1897.

 L'equipaggio della nave, insieme a quello dell'Ischia, partecipò alla costruzione delle installazioni a terra (pontile di 60 metri, scalo di alaggio, forno, distillatore, pozzi d'acqua dolce) ad Assab. 
Rientrato in patria nel 1880 e sostituito ad Assab dalla pirocorvetta a ruote Ettore Fieramosca, nel corso dello stesso anno l’Esploratore ricevette dapprima il ruolo di nave ammiraglia dipartimentale a Napoli (II Dipartimento) e poi quello di nave comando della stazione navale in Tunisia, alla quale fu destinato nel febbraio 1882. In questo periodo l'avviso stazionò anche a Susa, ove arabi tunisini avevano assassinato dei cittadini italiani.
Tornato in Italia, l’Esploratore tornò ad essere nave ammiraglia del II Dipartimento, mentre nel 1884, trasferito a Gaeta, venne impiegato nel ruolo di vigilanza sanitaria sulle navi che dalla Italia peninsulare si dirigevano in Sicilia.
Nuovamente in Mar Rosso a partire dal 27 gennaio 1885, la nave, dislocata a Massaua, partecipò attivamente alle operazioni di colonizzazione dell'Eritrea: in particolare, inviata lungo il litorale della Dancalia, l'unità ottenne, nel giugno 1885, il protettorato italiano su isole e località della regione, tra cui Hedd, Madir, Machanile ed Howakil, nonché le isole circostanti. 
Tornato in Italia e temporaneamente disarmato a Napoli, l'Esploratore venne adibito a nave comando della difesa locale di Venezia (III Dipartimento) a partire dal 10 febbraio 1888.
Radiato con Regio decreto legge del 25 aprile 1895, l'avviso venne rinominato G. M. 10 e trasformato in nave caserma della difesa locale di Venezia, ruolo nel quale rimase sino al 1907, quando venne venduto per demolizione al costo di 86.222 lire.